# Pascal Jansen

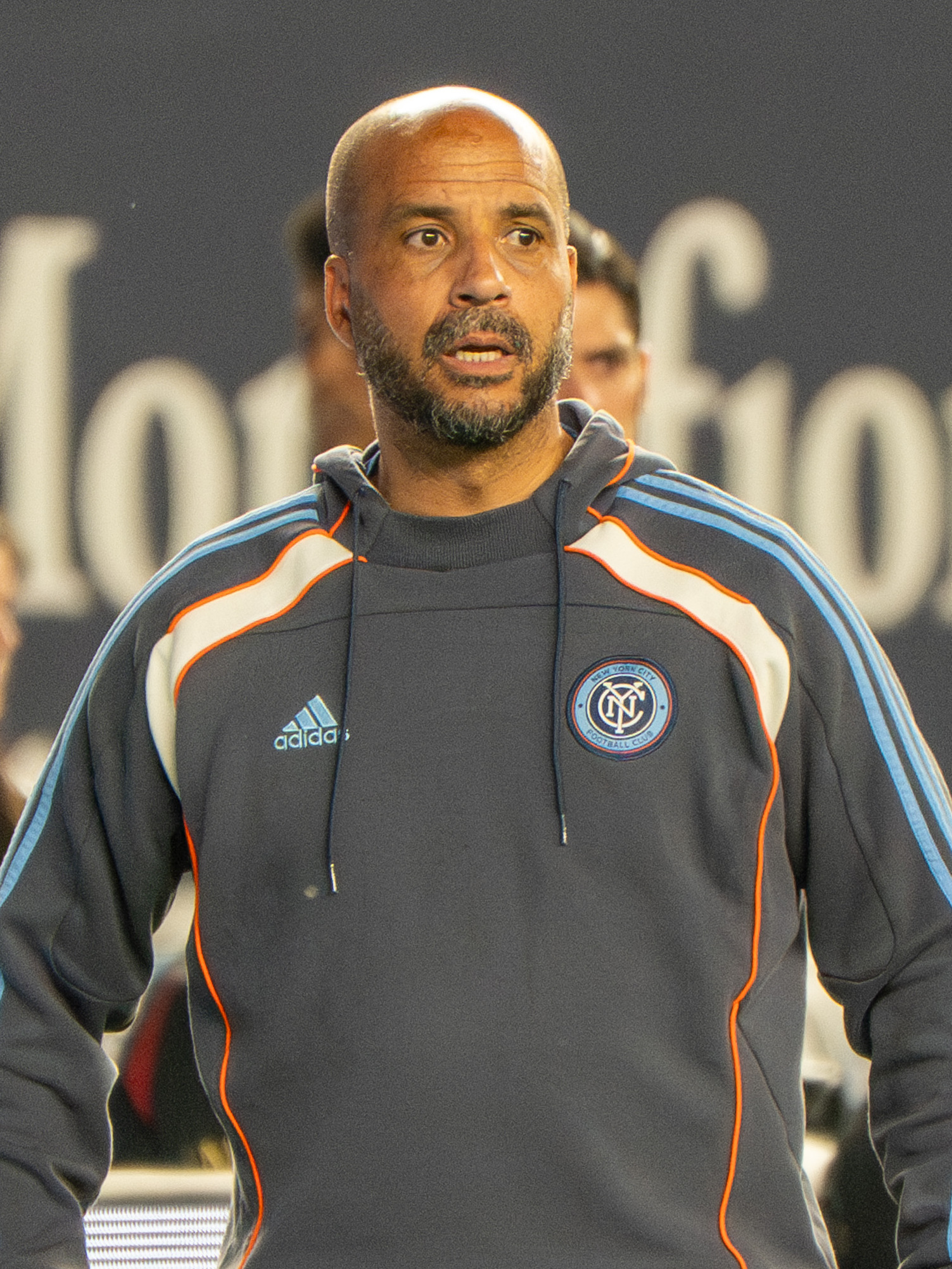
Jansen, 2025

Pascal Jansen (* 27. Januar 1973 in London) ist ein niederländisch-englischer Fußballtrainer.

## Sportlicher Werdegang
Jansen wurde als Sohn eines niederländisch-britischen Musikerehepaars in London geboren, seine Mutter Sue Chaloner war Teil des Popduos Spooky & Sue. Als Kind zog er mit seinen Eltern in die Niederlande, wo er mit dem Fußballspielen begann und in der Jugend für ZVV Zaandam, Ajax Amsterdam, AZ Alkmaar, HFC Haarlem und Telstar 1963 spielte. Aufgrund einer schweren Verletzung musste er jedoch frühzeitig seine Karriere beenden und wechselte daher auf die Trainerbank.
Ab 1993 war Jansen in der Jugendarbeit des HFC Haarlem tätig, 1998 folgte er Rinus Israël als Trainerassistent zum al-Jazira Club in die Vereinigten Arabischen Emirate, später waren sie gemeinsam beim Ligakonkurrenten al-Wahda tätig. 2000 kehrte er in die Niederlande zurück, um wieder in der Jugendarbeit tätig zu werden und wurde Leiter der Nachwuchsarbeit bei Vitesse Arnheim. Bis 2009 blieb er im Amt, zeitweise war er parallel Trainer der Reservemannschaft. Anschließend wechselte er als Nachwuchsleiter zu Sparta Rotterdam, dort rückte er 2011 als Assistent von Michel Vonk in den Trainerstab der Wettkampfmannschaft auf. Als dieser im April 2013 entlassen wurde, bildete er gemeinsam mit Peter van den Berg das Interimsduo, ehe Henk ten Cate als Cheftrainer bis zum Saisonende übernahm.
Im Juli 2013 wechselte Jansen an den PSV Campus De Herdgang, zwei Jahre später übernahm er mit einem Zwei-Jahres-Vertrag ausgestattet den Trainerposten bei Jong PSV in der zweitklassigen Eerste Divisie. Im Sommer 2017 folgte er Art Langeler als Leiter der PSV-Jugendarbeit nach.
2018 verließ Jansen den PSV, um als Trainerassistent bei seinem Ex-Klub AZ Alkmaar zu arbeiten. Zunächst war er Mitglied im Trainerstab von John van den Brom und unterstützte anschließend ab 2019 dessen zum Nachfolger aufgestiegenen vormaligen Assistenten Arne Slot. Nachdem Slot am 5. Dezember 2020 entlassen wurde, folgte ihm Jansen als zunächst bis zum Saisonende angedachte Interimslösung. Anfang April 2021 verlängerte der Klub jedoch seinen Vertrag bis 2023. Am 17. Januar 2024 wurde bekannt, dass sich Alkmaar mit sofortiger Wirkung von Jansen trennt.
Zur Saison 2024/25 übernahm er den Cheftrainerposten bei Ferencváros Budapest.